# Collegio episcopale
Per Collegio episcopale nella Chiesa cattolica s'intende l'insieme di tutti i vescovi con a capo il romano pontefice.
Nella costituzione Lumen gentium il Concilio Vaticano II stabilisce una analogia tra il collegio degli apostoli e quello dei vescovi uniti col romano pontefice: «Come san Pietro e gli altri apostoli costituiscono, per volontà del Signore, un unico collegio apostolico, in pari modo il romano pontefice, successore di Pietro, e i vescovi, successori degli apostoli, sono uniti fra di loro»
La Nota esplicativa finale si riferisce alla natura del Collegio dei Vescovi che non sminuisce il Primato papale. Essa precisa alcuni aspetti recepiti dal Codice di Diritto Canonico del 1983:
- la parola "collegio" non è da intendersi in senso strettamente giuridico, bensì nel senso di gruppo stabile, come il latino Corpus e Ordo, la cui struttura è autorità è deducibile dalla Rivelazione e fondata sul collegio dei Dodici istituito da Cristo;
- i membri del collegio devono soddisfare due requisiti: avere la consacrazione episcopale ed essere in comunione gerarchica con il Papa e con le altre membra del collegio che viene nominato dal Sommo Pontefice;
- il collegio non si dà senza il capo ed è detto essere "anch'esso soggetto della Suprema e piena potestà sulla Chiesa universale" esercitata da Romano Pontefice;
- il Papa, al contrario, può operare da solo alcuni atti in autonomia a prescindere dal college episcopale;
- mentre il Papa può esercitare in ogni momento la sua potestà piena, immediata e universale, il collegio non opera permanentemente, ma si riunisce a intervalli regolari di tempo e con il consenso del Papa: si tratta quindi sempre di un'unione di vescovi con il Papa e mai di un'azione dei Vescovi indipendentemente da lui.

Il motu proprio Apostolos suos ribadì che:
(Apostolos suos, 21 maggio 1998, n. 12)
La lettera apostolica esprime la differenza sostanziale e ontologica che esiste fra il Collegio episcopale e le Conferenze Episcopali: solamente il primo è di diritto divino ed è un Corpo unico in Cristo, ritenuto indivisibile e infallibile, il quale assume una rilevanza teologica e ecclesiosiologica, alle quali consegue un'autorità dottrinale e dogmatica
 
Al Pontefice viene riconosciuto l'esercizio della potestà e del primato di giurisdizione, assimilato e attribuito in modo e grado equivalente anche al Collegio Episcopale. Non viene contemplato il caso meramente teorico di una divisione del soggetto teologico di gravità tale da interrompere la comunione di una Conferenza o di una Federazione di Conferenze col Romano Pontefice.
Nel Codice di diritto canonico del 1983 al canone 336 si legge: «Il Collegio dei Vescovi, il cui capo è il Sommo Pontefice e i cui membri sono i Vescovi in forza della consacrazione sacramentale e della comunione gerarchica con il capo e con i membri del Collegio, e nel quale permane perennemente il corpo apostolico, insieme con il suo capo e mai senza il suo capo, è pure soggetto di suprema e piena potestà sulla Chiesa universale».
Rispetto alla tradizione precedente, il Codice di diritto canonico attribuisce al capo del Collegio Episcopale un diritto di veto che può privare qualsiasi decisione della soggettività giuridica in fatto di suprema e piena potestà sulla Chiesa universale. Viceversa, il Pontefice, può esercitare una potestà suprema sulla Chiesa universale,  ancorché non piena, a prescindere dal Collegio dei Vescovi.
La diffusione dell'eresia e dell'apostasia è verità di fede della Chiesa Cattolica menzionata nel Catechismo. I nn. 675 e 677 legittimano l'ipotesi secondo la quale «la massima impostura religiosa dell'Anticristo» possa pervenire ai più alti livelli della gerarchia ecclesiastica dato che «il Regno non si compirà dunque attraverso un trionfo storico della Chiesa 643 secondo un progresso ascendente, ma attraverso una vittoria di Dio sullo scatenarsi ultimo del male 644 che farà discendere dal cielo la sua Sposa». Tale asserzione teologica e biblica legittima la previsione giuridica di un metodo di gestione delle antinomie giuridiche, dottrinali, ecclesiologiche e dogmatiche che vengono profetizzate anche in senso al Collegio Episcopale.